# Adam Uriel Czarnkowski
Adam Uriel Czarnkowski herbu Nałęcz III (ur. 1625, zm. 26 listopada 1675) – starosta międzyrzecki, międzyłęski i osiecki.

## Życiorys
Był synem Piotra, wojewodzica kaliskiego i Zofii, córki hrabiego Jana z Ostroroga h. Nałęcz. Uczył się w szkole Nowodworskiego w Krakowie. W 1647 wykupił z rąk Opalińskich starostwo międzyrzeckie i osieckie. To ostatnie zostało mu przez króla Jana III Sobieskiego w roku 1673 dane w administrację. Ożeniony z Teresą z Otoka Zaleską, córką  kasztelana łęczyckiego  Remigiana. Ze śmiercią przekazał on Osiek swemu synowi Władysławowi. Wziął udział w walkach przeciw Szwedom w 1656 pod komendą Stefana Czarnieckiego. Poseł sejmiku średzkiego na sejm 1659 roku. Po pokoju w Oliwie (1660) służył jeszcze na północnym wschodzie.
Na sejmie abdykacyjnym jako poseł województwa poznańskiego 16 września 1668 roku podpisał akt potwierdzający abdykację Jana II Kazimierza Wazy.
Jego córka Zofia Anna wyszła za kasztelana poznańskiego Jana Karola Opalińskiego.